# Jan van der Straet

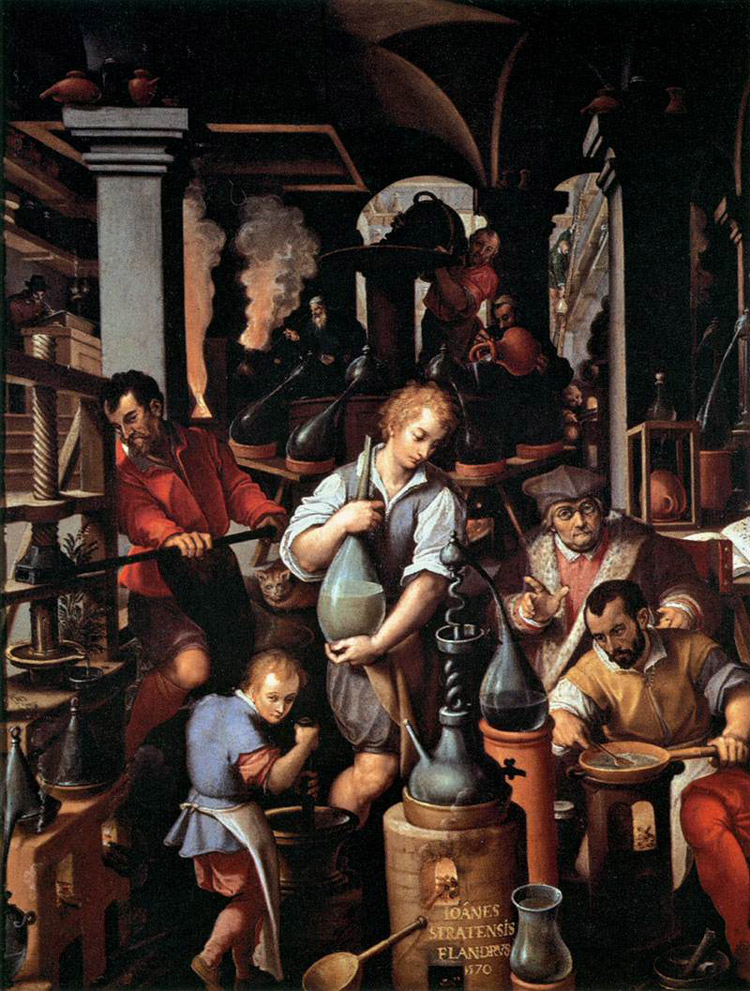
Destylacja, 1572, ukazująca XVI-wieczne laboratorium alchemiczne

Jan van der Straet, (także Johannes Stradanus, Giovanni Stradano, Stradanus) (ur. 1523 w Brugii, zm. 2 listopada 1605 we Florencji) – malarz i grawer flamandzki, aktywny głównie we Włoszech.
Kształcił się początkowo u ojca (zm. 1535), a po jego śmierci w Antwerpii u Pietera Aertsena. W 1545 został członkiem gildii św. Łukasza. Ok. 1550 pojawił się we Florencji, gdzie pracował w służbie u Medicich. Był aktywny w Wenecji, Florencji, Reggio Emilia i Neapolu. Prawdopodobnie przebywał w Rzymie w latach 1550-1553 i Flandrii od 1576 do 1578.

## Prace
- Odyseusz i Kirke -  1570, The Royal Collection, Londyn,
- Destylacja – 1572
- Ukrzyżowanie – 1581
- Alchemik -  XVI wiek Palazzo Vecchio, Florencja